# Генерал-губернатор Тайваню
Генерал-губернатор Тайваню (яп. 臺灣總督, латиніз.: Taiwan Sōtoku) — голова Генерального уряду Тайваню в японську епоху (включно з Формозою та Пескадорськими островами), коли вони були частиною Японської імперії, з 1895 по 1945 рік.
Японські генерал-губернатори були членами сейму, цивільними чиновниками, японськими шляхтичами або генералами. Вони здійснювали свою владу від імені суверена Тайваню (імператора Японії) до розпаду імперії, коли домініон перейшов під управління Республіки Китай і від нього відмовилася Японія.

## Генерал-губернатори
Військовий
  Ріккен Сейюкай
  Кенсейкай
  Ріккен Мінсейто
| №  | Портрет                   | Ім'я                         | Походження | Рід занять                                           | Приналежність | Термін служби     | Термін служби     | Імператор Японії          |
| -- | ------------------------- | ---------------------------- | ---------- | ---------------------------------------------------- | ------------- | ----------------- | ----------------- | ------------------------- |
| 1  |                           | Кабаяма Сукенорі 樺山資紀    | Каґосіма   | Адмірал (Імперського флоту Японії) (Віконт)          | військовий    | 10 травня 1895    | 2 червня 1896     | Імператор Мейдзі 明治天皇 |
| 2  |                           | Кацура таро 桂太郎           | Ямаґуті    | Генерал-лейтенант (Імперської армії Японії) (Віконт) | військовий    | 2 червня 1896     | 14 жовтня 1896    | Імператор Мейдзі 明治天皇 |
| 3  |                           | Ноґі Маресуке 乃木希典       | Ямаґуті    | Генерал-лейтенант (Імперської армії Японії) (Барон)  | військовий    | 14 жовтня 1896    | 26 лютого 1898    | Імператор Мейдзі 明治天皇 |
| 4  |                           | Кодама Ґентаро 兒玉源太郎    | Ямаґуті    | Генерал-лейтенант (Імперської армії Японії) (Барон)  | військовий    | 26 лютого 1898    | 11 квітня 1906    | Імператор Мейдзі 明治天皇 |
| 5  |                           | Сакума Самата 佐久間左馬太   | Ямаґуті    | Генерал (Імперської армії Японії) (Віконт)           | військовий    | 11 квітня 1906    | 1 травня 1915     | Імператор Мейдзі 明治天皇 |
| 5  | Імператор Тайсьо 大正天皇 | Сакума Самата 佐久間左馬太   | Ямаґуті    | Генерал (Імперської армії Японії) (Віконт)           | військовий    | 11 квітня 1906    |                   |                           |
| 6  |                           | Андо Садайоші 安東貞美       | Наґано     | Генерал (Імперської армії Японії) (Барон)            | військовий    | 1 травня 1915     | 6 червня 1918     |                           |
| 7  |                           | Акасі Мотодзіро 明石元二郎   | Фукуока    | Генерал-лейтенант (Імперської армії Японії)          | військовий    | 6 червня 1918     | 24 жовтня 1919    |                           |
| 8  |                           | Ден Кенджіро 田健治郎        | Хіого      | Член кабінету Терауті Масатаке (Барон)               | Сейюкай       | 29 жовтня 1919    | 6 вересня 1923    |                           |
| 9  |                           | Учіда Какічі內田嘉吉         | Toкіo      | Член Палати перів Японії                             | Сейюкай       | 6 вересня 1923    | 1 вересня 1924    |                           |
| 10 |                           | Ізава Такіо 伊澤多喜男       | Наґано     | Член Палати перів Японії                             | Сейюкай       | 1 вересня 1924    | 16 липня 1926     |                           |
| 11 |                           | Каміяма Міцуношин 上山滿之進 | Ямаґуті    | Літературний діяч                                    | Кенсейкай     | 16 липня 1926     | 16 червня 1928    | Імператор Сьова 昭和天皇  |
| 12 |                           | Кавамура Такеджі 川村竹治    | Акіта      | Член Палати перів Японії                             | Сейюкай       | 16 червня 1928    | 30 липня 1929     | Імператор Сьова 昭和天皇  |
| 13 |                           | Ісідзука Ейзо 石塚英藏       | Фукусіма   | Член Палати перів Японії                             | Мінсейто      | 30 липня 1929     | 16 січня 1931     | Імператор Сьова 昭和天皇  |
| 14 |                           | Ота Масахіро 太田政弘        | Ямаґата    | Директор Квантунської області                        | Мінсейто      | 16 січня 1931     | 2 березня 1932    | Імператор Сьова 昭和天皇  |
| 15 |                           | Мінамі Хіроші 南弘           | Тояма      | Член Палати перів Японії                             | Сейюкай       | 2 березня 1932    | 26 травня 1932    | Імператор Сьова 昭和天皇  |
| 16 |                           | Кензо Накаґава 中川健蔵      | Ніїґата    | Заступник міністра Освіти                            | Мінсейто      | 26 травня 1932    | 2 вересня 1936    | Імператор Сьова 昭和天皇  |
| 17 |                           | Сейдзо Кобаяші 小林躋造      | Хіросіма   | Адмірал (Імперського флоту Японії)                   | військовий    | 2 вересня 1936    | 27 листопада 1940 | Імператор Сьова 昭和天皇  |
| 18 |                           | Кіоші Хасеґава 長谷川清      | Фукуй      | Адмірал (Імперського флоту Японії)                   | військовий    | 27 листопада 1940 | 30 грудня 1944    | Імператор Сьова 昭和天皇  |
| 19 |                           | Андо Рікічі 安藤利吉         | Міяґi      | Генерал (Імперської армії Японії)                    | військовий    | 30 грудня 1944    | 25 жовтня 1945    | Імператор Сьова 昭和天皇  |